# Compsocerus violaceus
Espèce
Synonymes
- Compsocera aulica Thomson, 1860[1]
- Compsocerus aulicus (Thomson, 1860)[1]
- Compsocerus equestris (Guérin-Méneville, 1844)[1]
- Compsocerus igneus (White, 1853)[1]
- Compsocerus thyrsophorus (Burmeister, 1865)[1]
- Orthostoma (Orthostomidius) aulicus (Thomson, 1860)[1]
- Orthostoma igneum White, 1853[1]
- Orthostoma thyrsophora Burmeister, 1865[1]
- Orthostoma violaceum White, 1853[1]

Compsocerus violaceus est une espèce de coléoptères de la famille des Cerambycidae (capricornes). On le trouve en Amérique du Sud, où il est commun dans le Sud du Brésil, le Nord de l'Argentine et en Uruguay,.

## Systématique
L'espèce Compsocerus violaceus a été décrite pour la première fois en 1853 par le zoologiste écossais Adam White (1817-1878) sous le protonyme d’Orthostoma violaceum.

## Ravageur agricole
Compsocerus violaceus est considéré comme un ravageur agricole, attaquant plusieurs espèces d'arbres cultivées, telles que les acacias, les eucalyptus, les saules, les figuiers, les agrumes et les pêchers. 
Il pond ses œufs sur des troncs d'arbres, généralement à l'intérieur de petites fissures de l'écorce. Après éclosion, les larves construisent une galerie sous l'écorce, dans des branches de diamètres entre 2 et 6 cm et commencent à se nourrir du bois, prenant environ 10 mois pour devenir adultes. Les adultes se nourrissent de fruits, de fleurs et de la sève qui s'échappe du troncs des arbres blessés.

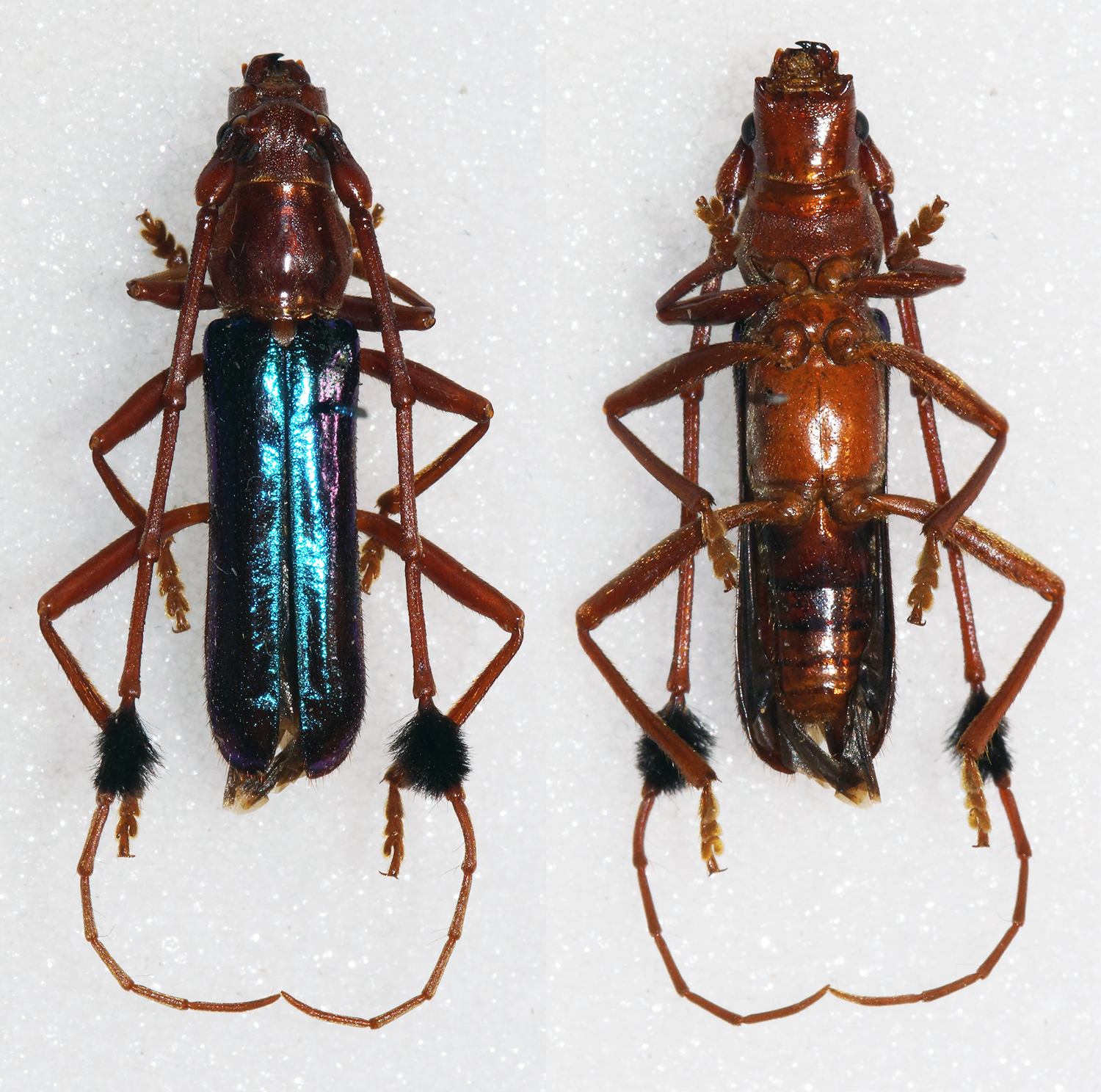
Compsocerus violaceus, mâle vu de dessus et de dessous.

Les espèces qui servent d'hôte à Compsocerus violaceus comprennent notamment,, : 
- famille des Anacardiaceae :    
  - Schinopsis balansae Engl.
  - Schinus molle L.
- famille des Celastraceae :
  - Euonymus japonicus Thunb.
- famille des Fabaceae :
  - Acacia dealbata Link
  - Acacia melanoxylon R. Br.
  - Acacia praecox Griseb.
  - Adenanthera colubrina var. cebil (Griseb.) Altschul
  - Bauhinia forficata subsp. pruinosa (Vogel) Fortunato & Wunderlin
  - Calliandra tweedii Benth.
  - Cercis siliquastrum L.
  - Mimosa polycarpa var. spegazzinii Burkart
  - Parasenegalia visco (en) (Lorentz ex Griseb) Seigler & Ebinger
  - Prosopis affinis (en) Spreng.
  - Prosopis hassleri Harms
  - Prosopis nigra Hieron.
  - Sesbania virgata (Cav.) Pers.
- famille des Fagaceae :
  - Castanea sativa Mill.
  - Quercus robur L.
- famille des Juglandaceae :
  - Carya illinoinensis (Wangenh.) K. Koch
- famille des Lauraceae :
  - Laurus nobilis L.
- famille des Lythraceae :
  - Punica granatum L.
- famille des Moraceae :
  - Ficus sp.
- famille des Myrtaceae :
  - Eucalyptus sp.
- famille des Oleaceae :
  - Ligustrum lucidum W.T.Aiton
- famille des Pinaceae :
  - Pinus sp.
- famille des Rosaceae :
  - Crataegus sp.
  - Mespilus germanica L.
  - Prunus cerasus L.
  - Prunus domestica L.
  - Rosa sp.
- famille des Rutaceae :
  - Citrus aurantium L.
  - Citrus limon (L.) Burm. f.
  - Citrus sinensis (L.) Osbeck
- famille des Salicaceae :
  - Salix fragilis L.
- famille des Sapindaceae :
  - Dodonaea viscosa Jacq.
- famille des Sapotaceae :
  - Chrysophyllum gonocarpum (Mart. & Eichler ex Miq.) Engl.
- famille des Ulmaceae :
  - Ulmus pumila L.